# Microsynodites strigilatus
Microsynodites strigilatus är en skalbaggsart som först beskrevs av August Reichensperger 1931.  Microsynodites strigilatus ingår i släktet Microsynodites och familjen stumpbaggar. Inga underarter finns listade i Catalogue of Life.